# Mistrovství Evropy v zápasu řecko-římském 1976
Mistrovství Evropy v zápasu řecko-římském 1976 se konalo v Leningradu, Sovětský svaz.

## Výsledky

### Muži
| Kategorie | Zlato            | Stříbro              | Bronz               |
| --------- | ---------------- | -------------------- | ------------------- |
| 48 kg     | Alexej Šumakov   | Constantin Alexandru | Ferenc Seres        |
| 52 kg     | Petar Kirov      | Vladimir Šatunov     | Babis Cholidis      |
| 57 kg     | Farchat Mustafin | Mihai Boţilă         | Josef Krysta        |
| 62 kg     | Kazimierz Lipień | Ion Păun             | Suren Nalbandjan    |
| 68 kg     | Lars-Erik Skiöld | Ștefan Rusu          | Šamil Jisamutdinov  |
| 74 kg     | Janko Šopov      | Iosif Berišvili      | Petros Galaktopulos |
| 82 kg     | Csaba Hegedűs    | Vladimir Čeboksarov  | Ivan Kolev          |
| 90 kg     | Frank Andersson  | Stojan Nikolov       | Fred Theobald       |
| 100 kg    | Nikolaj Balbošin | József Farkas        | Tore Hem            |
| +100 kg   | Aleksandar Tomov | Oleksandr Kolčynskyj | József Nagy         |